# Krzysztof Benyskiewicz
Krzysztof Benyskiewicz (ur. 1959 r. w Zielonej Górze) – polski malarz, grafik, bibliotekarz, historyk, specjalizujący się w historii średniowiecznej; nauczyciel akademicki związany z Uniwersytetem Zielonogórskim.

## Życiorys
Urodził się w 1959 roku jako syn Joachima Benyskiewicza w Zielonej Górze, z którą związał całe swoje życie prywatne i zawodowe. Ukończył tu kolejno szkołę podstawową i liceum ogólnokształcące. W latach 1978–1982 studiował historię na zielonogórskiej Wyższej Szkole Pedagogicznej im. Tadeusza Kotarbińskiego, uzyskując tytuł zawodowy magistra.
Po ukończeniu studiów podjął pracę jako bibliotekarz w Bibliotece Głównej WSP w Zielonej Górze (od 2001 roku Biblioteka Uniwersytecka), gdzie obecnie pracuje do dziś w Sekcji Starodruków i Zbiorów XIX-wiecznych, wchodzącej w skład Oddziału Zbiorów Specjalnych. W latach 90. XX wieku zatrudnił się na drugim etacie w macierzystym w Zakładzie Historii Średniowiecznej w Instytucie Historii jako asystent, jednocześnie podejmując studia doktoranckie. W 1999 roku uzyskał stopień naukowy doktora nauk humanistycznych w zakresie historii na podstawie pracy pt. Ród Jeleni Niałków z Kłębowa i jego rola w procesie jednoczenia państwa polskiego na przełomie XIII i XIV wieku, której promotorem był prof. Wojciech Peltz. Wraz z nowym tytułem awansował na stanowisko adiunkta na zielonogórskiej uczelni - od 2001 roku Uniwersytetu Zielonogórskiego. W 2011 roku Rada Wydziału Humanistycznego Uniwersytetu Zielonogórskiego nadała mu stopień naukowy doktora habilitowanego nauk humanistycznych w zakresie historii o specjalności historia polski i powszechna średniowiecza na podstawie rozprawy Książę polski Władysław I Herman 1079-1102. W tym samym roku otrzymał stanowisko profesora nadzwyczajnego.
Jest członkiem Polskiego Towarzystwa Historycznego. Oprócz działalności naukowo-dydaktycznej od wczesnych lat młodości zajmował się malarstwem olejnym, grafiką i rysunkiem. Jego pierwsza publiczna prezentacja malarstwa miała miejsce w 1985 roku w warszawskiej galerii na Ursynowie, a kilka lat później Muzeum Ziemi Lubuskiej pokazało jego obrazy w formie indywidualnej wystawy.

## Dorobek naukowy
Zainteresowania naukowe Krzysztofa Benyskiewicza koncentrują się wokół problematyki związanej z szeroką pojętą historią średniowiecza, ze szczególnym uwzględnieniem historii politycznej Polski, panowaniem Władysława Hermana, nauk pomocniczych historii, a przede wszystkim genealogią, heraldyką oraz sfragistyką i historią regionalną. Do jej najważniejszych prac należą:
- Ród Jeleni Niałków z Kębłowa i jego rola w procesie jednoczenia państwa polskiego na przełomie XIII i XIV wieku, Poznań-Wrocław 2002.
- Mieszko Bolesławowic 1069-1089. Źródła i tradycja historiograficzna, Kraków 2005.
- Księga ławnicza Nowego Kramska 1572-1782. Edycja źródłowa, Zielona Góra 2008.
- W kręgu Bolesława Szczodrego i Władysława Hermana : Piastowie w małżeństwie, polityce i intrydze, Wrocław 2010.
- Książę Polski Władysław Herman 1079-1102, Zielona Góra 2010.
- Władysław Herman. Książę Polski 1079-1102, Kraków 2014.